# تومويا سوزوكي
تومويا سوزوكي (باليابانية: 鈴木智也) هو لاعب كرة قدم ياباني، ولد في 19 أغسطس 2000 في سايتاما في اليابان. لعب مع نادي طوكيو.

## وصلات خارجية
- تومويا سوزوكي على موقع رابطة كرة القدم اليابانية للمحترفين (اليابانية)
- تومويا سوزوكي على موقع Soccerway.com (الإنجليزية)